# Mocímboa da Praia (distrito)
Mocímboa da Praia é um distrito da província de Cabo Delgado, em Moçambique, com sede na vila de Mocímboa da Praia. Tem limite, a norte e nordeste com o distrito de Palma, a norte e noroeste com o distrito de Nangade, a oeste com o distrito de Mueda, a sul com os distritos de Macomia e Muidumbe, e a leste com o Oceano Índico.

## Demografia
Em 2007, o Censo indicou uma população de 90 421. Com uma área de 3548  km², a densidade populacional chegava aos 25,49 habitantes por km².
De acordo com o Censo de 1997, o distrito tem 75 001 habitantes, daqui resultando uma densidade populacional de 21,1 habitantes por km².

## Divisão administrativa
O distrito está dividido em três postos administrativos Diaca, Mbau e Mocímboa da Praia, compostos pelas seguintes localidades:
- Posto Administrativo de Diaca:
  - Diaca, e
  - Nango
- Posto Administrativo de Mbau:
  - Marere, e
  - Mbau
- Posto Administrativo de Mocímboa da Praia:
  - Mocímboa da Praia, e
  - Quelimane

De notar que em 1998 a vila de Mocímboa da Praia, até então uma divisão administrativa a nível de localidade, foi elevada à categoria de município.